# روث هاتون أنكر
روث هاتون أنكر (المولودة باسم روث لابيت هاتون ؛ 1901–1979) نحاتة أمريكية عاشت في منتصف القرن العشرين.

## الحياة المبكرة والتعليم
ولدت روث هاتون لويليام هوتون وزوجته. هاجر أسلاف هوتون أنكر إلى بلومزبورج ، بنسلفانيا في عام 1810؛ وكانوا من بين أوائل المستوطنين هناك. تبرع جد هوتون أنكر، دانييل سنايدر، بالعشرة أفدنة التي بنيت عليها المدرسة العادية المحلية . بعد سنوات عديدة، كانت روث هوتون طالبة في المدرسة،  الآن جامعة بلومزبورج في بنسلفانيا وتخرجت في عام 1918. في أوائل الأربعينيات من القرن العشرين، حصلت أنكر على درجة في الفنون الجميلة من جامعة كولومبيا في نيويورك.  واصلت دراستها في مدرسة متحف فيلادلفيا، ومدرسة بارسونز للتصميم ، وجامعة نيو مكسيكو وأكاديمية سينسيناتي للفنون .

## الحياة المهنية
بدأت هاتون أنكر مسيرتها الفنية في عشرينيات القرن العشرين كرسامة ومصممة أزياء، وعملت في نيويورك وباريس.  وفي مرحلة ما، عملت في المكتب الفرنسي لمجلة Women's Wear Daily . وقالت لصحيفة Morning Press إنها أنتجت آلاف الرسوم التوضيحية، لكن العديد من المنشورات اشترت النسخ الأصلية ولم يتبق سوى عدد قليل من الأمثلة.  وفي نيويورك، درست تحت إشراف أورونزيو مالداريلي لعدة سنوات، وكان هو الذي شجعها على ممارسة النحت كعمل بدوام كامل.  كما تعلمت من فيرينك فارغا ، وأنطونوتشي فولتي، وأليساندرو مونتيليوني.  درَّست هاتون أنكر الفن في كوبر يونيون ،  معهد برات في مدينة نيويورك ، وجامعة سينسيناتي .
عُرضت أعمال هوتون أنكر في باريس وروما ونيويورك، كما قدمت ذات مرة عرضًا فرديًا لمنحوتاتها في معرض هاس التابع لكلية بلومزبورج الحكومية.  وفي نيويورك، عُرضت أعمالها في معرض وارد إيجليستون في 969 شارع ماديسون في عامي 1959 و1963.  وفي عام 1970، أقام متحف ويليام بن في هاريسبرج بولاية بنسلفانيا معرضًا استعاديًا لأعمالها.

## الجوائز والعضويات
فازت هاتون أنكر بجائزة خريجي كلية بلومزبورج ستيت من جامعتها الأم في عام 1967.  وصفتها مجلة University Woman بأنها "واحدة من النساء البارزات في تاريخ نيوجيرسي".  تم انتخابها لعضوية تحالف فيلادلفيا للفنون ، وجمعية الرسامين والنحاتين في نيوجيرسي، والجمعية الوطنية للفنون والآداب . كما فازت بجائزة عن منحوتاتها من مجموعة واشنطن للنحاتين.  تحتفظ جامعة بلومزبورج في بنسلفانيا بمجموعة خاصة من المنح الدراسية والتغطية الإعلامية ذات الصلة بهوتون أنكر، وهي خريجة. تتضمن المجموعة عشرة من دفاتر ملاحظاتها.

## الحياة الشخصية
تزوجت هاتون من دبليو ماسون أنكر، مستشار الإعلان والتسويق،  وأضافت اسمه إلى لقبها. كان شقيقها، روبرت هاتون، مدرسًا للجغرافيا لسنوات عديدة في نظام المدارس العامة الذي يخدم بلومزبورج.  توفيت في 16 أغسطس 1979 بسبب حالة قلبية.